# Symphyomitra
Symphyomitra là một chi rêu trong họ Acrobolbaceae.